# Сейфеддин Бектемир
Сейфеддин Бектемир (тур. Seyfeddin Begtemür; ум. 1193) — правитель эмирата Ахлатшахов с центром в Хлате, бывший гулям Сукмана II. В связи с отсутствием наследников Сукман оставил эмират Бектемиру.

## Биография
Происхождение Бектемира неизвестно. Он был гулямом Сукмана II и верно служил господину. В 1182 году Сукман отправлял Бектемира, как надёжного человека в качестве посланника к Салах ад-Дину, осаждавшему Мосул. После того, как Салах ад-Дин осадил в том же году Синджар, Бектемир опять ездил к нему, но Салах ад-Дин проигнорировал изложенное Бектимуром предложение покинуть Синджар. Вернувшись, Бектимур сообщил Сукману, что проявление пренебрежения или слабости в сложившейся ситуации может иметь серьёзные последствия.
В 1185 году Сукман II умер, не оставив наследников мужского пола. Поэтому перед смертью он выбрал из своих военачальников Бектемира и завещал по желанию народа свое государство ему. К моменту смерти Сукмана Бектемир управлял городом эмирата, Майяфарикином. По словам Вардана Аревелци, внук правителя Сасуна Вигена Шеддадид Шахан-Шах (сын сестры кафоликоса Григория), присутствовал в Хлате на момент смерти Сукмана как заложник. Он вместе с своим (семейством) смог сбежать в Сасун, где ему в руки попал Бектемир. Шахан-Шах отпустил Бектемира за «крепость Тардциан» и обещание дружбы. Однако, Бектемир собрал армию и захватил весь Сасун, обложив данью церкви и монастыри, и лишь после этого отправился в Хлат.
Богатства Хлата привлекали к городу внимание соседних правителей. Среди них были Джахан Пехлеван, сын Ильдегиза, Салах ад-Дин, его племянник Такийюддин Омер, Мелик Мевдуд бен Адиль и Сельджукид Тугрул-шах. Смерть Сукмана ещё больше усилила стремление этих правителей захватить Хлат. Салах ад-Дин в это время осаждал Мосул. Он собрал своих эмиров и консультировался с ними по поводу дальнейших действий. Некоторые из советчиков сказали ему, что «Хлат — великая и богатая провинция, на данный момент у неё нет правителя», и призывали его отказаться от захвата Мосула, а отправиться в Хлат. Салах ад-Дин долго не мог принять решение, что делать. Между тем, письма от некоторых жителей звали его в Хлат. В то же время Шемседдин Пехливан, хаким Азербайджана и Хамедана, также планировал захват Хлата. Но жители Хлата защитили свою страну, отбросив войска Салах ад-Дина и Пехливана. В итоге Бектемир решил вступить в союз с Пехливаном против Айюбидов. Бектемир при помощи Пехливана отбил ещё одно нападение Салах ад-Дина на Хлат. 29 августа 1185 года Салах ад-Дин-захватил город эмирата, Майяфарикин, и послал новость халифу с просьбой отдать ему Хлат, Диярбакыр и Мосул. В 1186 году Сададин передал Майяфарикин своему племяннику Такийюддину Омеру. В 1191 году Омер захватил земли к северо-западу от Майяфакирина. Бектемир пытался помешать ему и выступил против него, но потерпел поражение и вернулся в Хлат. Правительница Эрзурума, Мама-хатун, пришла со своим войском, чтобы помочь Такиюддину Омеру осаждать Манцикерт. 10 октября 1191 года Такиюддин Омер умер во время осады, так и не захватив город. Попытки Айюбидов захватить те или иные земли эмирата не прекращались. После смерти в 1193 году Салах ад-Дина, согласно сообщениям историков, Бектемир громко выразил свою радость, за что современные Бектемиру историки его упрекали.
У Сукмана был гулям Аксунгур Хезар Динари. Своё прозвище — Хезар Динари — тысяча динаров — он получил от Сукмана, потому что именно эту сумму Ахлатшах уплатил за него купцу из Кюркана. Когда Бектемир стал шахом, Аксунгур женился на его дочери, Айна-хатун, что помогло ему занять высокое положение.
Сейфеддин Бектемир в союзе с Артукидом Мардина Явлаком Арсланом и атабеком Мосула Иззеддином Месудом попытался вернуть Майяфарикин, но был убит 5 (18) мая 1193 года и так не смог довести дело до конца. Согласно Ибн аль-Асиру, Бектемира убил, стремясь к власти, Аксунгур Хезар Динари, хотя были слухи, что Бектемир был убит ассасинами (Батинитами). После убийства Бектемира Аксунгур Хезар Динари заключил в тюрьму его жену и семилетнего сына в замке в Муше и стал править Хлатом.
Согласно Э. Замбауру, дочерью Бектемира была Момине-хатун, жена Тогрула ибн Мухаммеда, а после его смерти — Шамс ад-Дина Ильдегиза .

## Личность
По отывам хронистов Бектемир был щедрым, храбрым и достойным правителем, честным, религиозным, добрым и преданным, защищал ученых, бедных и суфиев. Он много занимался благотворительностью и был добр с народом.
Вардан Аревелци писал, что, Бектемир хорошо относился к христианам после смерти Такийюддина Омера, которую приписал молитвам христиан: «В это время один из полководцев Салах ад-Дина, напав на Мантцкерт, хотя и осадил его, но ничего не успел сделать; ибо выпал на них посреди лета какой-то необыкновенный снег: они принуждены были снять осаду и на обратном пути все погибли. Бек-Тамур возблагодарил христиан и с той поры стал почитать и любить их».